# Jean-Pierre Dardenne (homme politique)
Pour les articles homonymes, voir Dardenne.
Jean-Pierre Dardenne, né à Aye (une section de Marche-en-Famenne), le 23 septembre 1954 est un homme politique belge francophone libéral, membre du MR.
Il est licencié en Notariat (UCL); avocat; il est désigné vice-président du Conseil supérieur des villes, communes et provinces de Wallonie (2001), membre effectif du groupe parlementaire interrégional (2004-2009). 
En 2012, il décide de quitter la politique pour devenir juge suppléant au tribunal de commerce de Marche-en-Famenne.

## Carrière politique
- conseiller communal de La Roche-en-Ardenne (1983-)
- bourgmestre (1983-1995, 1998-2011, 2024-aujourd'hui)
- conseiller provincial de la province de Luxembourg (1981-1995)
  - président de l'assemblée provinciale (1984-1995)
- député wallon (1995-2009) de l'arrondissement d’Arlon-Marche-Bastogne, initialement en suppléance de Jean Bock
  - Secrétaire du bureau du Parlement wallon (2004-2009)